# Seututie 562
Pour les articles homonymes, voir Route 562.
La route régionale 562 (finnois : Seututie 562) est une route régionale reliant la valtatie 9 à l'aéroport de Kuopio à Siilinjärvi en Finlande,,.

## Présentation
La seututie 562 est une route régionale de Savonie du Nord.